# تاریخ کمبریج کتاب در بریتانیا
تاریخ کمبریج کتاب در بریتانیا (به انگلیسی: The Cambridge History of the Book in Britain) مجموعه‌ای هفت جلدی است که در مورد تاریخ متون در بریتانیا است. بین سال‌های ۱۹۹۹ تا ۲۰۱۹ توسط انتشارات دانشگاه کمبریج منتشر شد.

## منبع
- مشارکت‌کنندگان ویکی‌پدیا. «The Cambridge History of the Book in Britain». در دانشنامهٔ ویکی‌پدیای انگلیسی، بازبینی‌شده در ۲۰۲۴-۰۸-۱۱.